# トラックリステン
トラックリステン (Tracklisten) はデンマークの音楽チャート。毎週木曜日の真夜中に上位40曲が Web サイトで公開される。週間シングル・チャートは Track Top-40 とも呼ばれ、合法的ダウンロード数と、CD・レコードの売上数から最も売れた40曲が選ばれる。チャートの集計は IFPI（国際レコード・ビデオ製作者連盟）から委託を受けた Nielsen Music Control が行う。

## 1965-1993: 初期の IFPI チャート
このチャートは、IFPI のデンマーク支部が1965年4月に作成した月別トップ20まで遡る。これはデンマークのいくつかの主要紙で発表された。これ以前は、競合紙同士でいくつかのデンマーク・チャートが乱立していた。1969年4月からは週間チャートに移行したが、それはデンマークのラジオ局が週間トップ20の発表を止めた後だった。1973年5月から1978年12月の間は、シングルとアルバムを区別せず一つのチャートで集計していたが、これはチャート番組で変化をつけたいというデンマークのラジオ局の要望に従ったものだった。この期間、1位になったシングルは数えるほどしかない。1979年1月に、チャートは再びシングル・アルバム別々に集計するようになった。

## 1993-2001: Nielsen Music Control と IFPI
1980年代から1990年代にかけてシングルの発売数が少なかったが、デンマークの IFPI はシングル・チャートの集計を続けた。1993年からデンマークのチャートは Nielsen Music Control（元は AC Nielsen）が集計している。

## 2001-2007: Hitlisten
"The Danish Singles Chart Hitlisten" は、シングルのトップ20とダウンロードのトップ20からなり、2001年1月1日に開始された。これは2007年10月まで、デンマークのレコード売上の公式チャートとされた。

## 2007-現在: Tracklisten
Tracklisten (The Tracklist) は2007年11月2日に開始され、2007年10月末に終了した Hitlisten の後を継いだ。このチャートは IFPI デンマーク支部が管理し、次のものからなる。
- Track Top-40（シングルのチャート）
- Album Top-40（アルバムのチャート）
- Streaming Top-20（シングルのチャート）

Hitlisten は次のようなジャンル別チャートの公表を続けている。
- Compilation Top-10
- Bit Album Top-20
- Bit Track Top-20
- Ringtoner Top-10
- Airplay Top-20 (for radio airplays)
- Musik DVD Top-10
- Entertainment DVD Top-10
- TV-serie DVD Top-20

Tracklisten は2007年第1週まで遡ってアップデートされた。これにより、Hitlisten と Tracklisten の間で、2007年1月1日から2007年11月2日（2007年第1週-第42週）の期間について、第1位の曲が異なることになった。この期間については、今も Hitlisten の方が公式のシングル売上チャートとみなされている。